# Giacomo De Pieri
Giacomo De Pieri (Italia, 29 de diciembre de 2006) es un futbolista italiano que juega de centrocampista  en el Inter de Milán de la Serie A.

## Estadísticas

### Clubes
Actualizado al último partido disputado el 29 de enero de 2025.
| Club                    | Div.          | Temporada     | Liga  | Liga  | Copas nacionales | Copas nacionales | Copas internacionales | Copas internacionales | Total | Total |
| Club                    | Div.          | Temporada     | Part. | Goles | Part.            | Goles            | Part.                 | Goles                 | Part. | Goles |
| ----------------------- | ------------- | ------------- | ----- | ----- | ---------------- | ---------------- | --------------------- | --------------------- | ----- | ----- |
| Inter de Milán · Italia | 1.ª           | 2024-25       | 0     | 0     | 0                | 0                | 1                     | 0                     | 1     | 0     |
| Inter de Milán · Italia | Total club    | Total club    | 0     | 0     | 0                | 0                | 1                     | 0                     | 1     | 0     |
| Total carrera           | Total carrera | Total carrera | 0     | 0     | 0                | 0                | 1                     | 0                     | 1     | 0     |